# Phạm Tuấn Tài
Phạm Tuấn Tài  (1905-1937), tự Mộng Tiên, là nhà giáo, nhà cách mạng Việt Nam.

## Tiểu sử
Phạm Tuấn Tài là người ở huyện Vụ Bản, tỉnh Nam Định. Lớn lên, ông dạy học ở Nam Định, Tuyên Quang và Hà Nội.

### Thành lậpNam Đồng thư xã
Cuối năm 1926, Phạm Tuấn Tài cùng với anh ruột là Phạm Tuấn Lâm, thành lập Nam Đồng thư xã  chuyên xuất bản các sách tuyên truyền chủ nghĩa ái quốc, như: Gương thiếu niên, Gương phục quốc, Gương thành bại, Trưng nữ vương diễn nghĩa, Trung Quốc cách mạng (dịch sách của Tôn Dật Tiên), v.v...nhằm khích lệ tinh thần yêu nước và ý thức dân tộc trong nhân dân. Vì vậy Nam Đồng thư xã mau chóng trở thành nơi tụ họp của một số trí thức vốn có ý định khôi phục độc lập cho Việt Nam, trong đó có Nguyễn Thái Học, Phó Đức Chính, Hồ Văn Mịch, Nhượng Tống, v.v...
Biết được ý đồ sâu xa của nhóm Nam Đồng thư xã, nhà cầm quyền thực dân Pháp sau đó đã ra lệnh tịch thu và cấm lưu hành các xuất bản phẩm này.

### Tham gia thành lậpViệt Nam Quốc dân Đảng
Xuất phát từ tình hình trị lúc bấy giờ, ngày 25 tháng 12 năm 1927 tại Hà Nội, nhóm nồng cốt Nam Đồng thư xã, trong đó có Phạm Tuấn Tài chính thức lập ra một đảng bí mật có tên là Việt Nam Quốc dân Đảng (gọi tắt là Quốc dân Đảng) với chủ trương lật đổ chính quyền thực dân Pháp ở Đông Dương, và bầu Nguyễn Thái Học làm Chủ tịch Tổng Bộ.
Đến lúc ấy Nam Đồng thư xã, được xem là tiền thân của Việt Nam Quốc dân Đảng, chấm dứt hoạt động.

### Bị lưu đàyCôn Đảo
Ngày 9 tháng 2 năm 1929, hai đảng viên Quốc dân Đảng là Nguyễn Văn Lâm và Nguyễn Đức Lung (Ký Cao) bắn chết chủ mộ phu đồn điền người Pháp Hervé Bazin. Vụ này đã gây tiếng vang và chính quyền thực dân Pháp cũng đã phản ứng mạnh mẽ bằng các cuộc càn quét gắt gao. Nhiều đảng viên của Quốc dân Đảng bị bắt, trong số đó có Phạm Tuấn Tài.
Tháng 7 năm ấy, Hội đồng đề hình do thực dân Pháp lập ra, tuyên án 15 năm lưu đày Phạm Tuấn Tài và một số đồng chí của ông ra Côn Đảo. Mặc dù ở trong tù, ông vẫn bí mật ra được các báo Tiếng gọi, Tiếng rên, Tiếng gào. Sau, ông bị lao nặng vì hoàn cảnh sống quá thiếu thốn và khắc nghiệt . Trong thời gian tại Côn Đảo, ông được tiếp xúc với các tù nhân cộng sản và dần ngả sang lý tưởng cộng sản.
Năm 1936, ông ra tù rồi mất vào ngày 20 tháng 7 năm 1937 ở Nam Định .
Hiện nay ở quận Cầu Giấy (Hà Nội) có con đường mang tên ông.

## Tác phẩm tiêu biểu
Sà lim oán
...Bịt hai mắt tường vây bốn mặt
Bó hai chân cùm chặt một phương
Tháng ngày nhốt một gian buồng
Nước non thu lại một chuồng ngựa trâu
Miệng chưa trải cá rau oan trái
Mũi chưa quen cứt đái phong trần
Sói hùm kề gửi chiếc thân
Biết bao thảm nhục với quân bạo tàn
Thảm nhất lúc dao hàn cắt ruột
Thảm nhất khi lửa nhiệt đốt da
Trong người mắt đã nổ hoa
Mặt mình nào có một ma nào nhìn
Thảm nhất lúc mong tin chẳng có
Thảm nhất khi ngửa cổ trông trời
Trông trời nào thấy đâu trời
Ngoài hàng song sắt một vài lá rung...
Giang sơn này hỡi giang sơn
Thề kia dù lỗi, hương tàn còn thơm.
Phạm Tuấn Tài

## Sách tham khảo
- Đinh Xuân Lâm (chủ biên)-Nguyễn Văn Khánh-Nguyễn Đình Lễ, Đại cương lịch sử Việt Nam (Tập 2). Nhà xuất bản Giáo dục, 2006.